# Запис Радивојевића храст (Параћин ван варош)
Запис Радивојевића храст (Параћин ван варош) се налази на парцели чији је власник Радивојевић Стојадин.

## Локација
| Општина             | Параћин                                                                     |
| Катастарска општина | Параћин ван варош                                                           |
| Потес               | Змич                                                                        |
| Координате          | 43° 52′ 57″ С; 21° 59′ 59″ И / 43.882599999999996° С; 21.999700000000001° И |
| Надморска висина    | 130m                                                                        |

## Карактеристике
Дендрометријске вредности утврђене на терену и сателитским снимцима:
| Стабло                     | Храст |
| Висина стабла              | m     |
| Обим дебла                 | m     |
| Пречник крошње             | 13m   |
| Пречник дебла              | m     |
| Висина дебла до прве гране | m     |

## База записа
Запис је у оквиру Викимедија пројекта "Запис - Свето дрво" заведен под редним бројем 1026.